# Россыпнянское сельское поселение
Россыпнянское сельское поселение — муниципальное образование в Калачеевском районе Воронежской области.
Административный центр — село Медвежье.

## Административное деление
Состав поселения:
- село Медвежье,
- село Россыпное.